# كارلوس ليديسما
كارلوس ليديسما (بالإسبانية: Carlos Ledesma)‏ هو لاعب كرة قدم أرجنتيني في مركز الوسط، ولد في 18 يناير 1964 في الأرجنتين. لعب مع نيويورك ريد بولز.

## وصلات خارجية
- كارلوس ليديسما على موقع الدوري الأمريكي (الإنجليزية)
- كارلوس ليديسما على موقع قاعدة بيانات كرة القدم.إي يو (الإنجليزية)